# Michele Scarponi
Michele Scarponi (Jesi, 25 de setembre de 1979 - Filottrano, 22 d'abril de 2017) va ser un ciclista italià, professional des del 2002, quan debutà a l'equip Acqua & Sapone. En el moment de la seva mort corria per l'Astana Qazaqstan Team.
Els seus principals èxits van ser la victòria a la Tirrena-Adriàtica del 2009, tres etapes del Giro d'Itàlia i sobretot la general final del Giro d'Itàlia de 2011 i la Volta a Catalunya del mateix any, ambdues després d'haver quedat segon darrere Alberto Contador i que aquest fos desqualificat per haver donat positiu per dopatge.
Va morir víctima d'un accident mentre entrenava amb el seu equip el 22 d'abril de 2017 a Filottrano abans que començara l'edició del 2017 del Giro d'Italia. Era anomenat L'Aquila di Filottrano.

## Palmarès
- 2001
  - Vencedor d'una etapa del Giro de les Regions
- 2002
  - Vencedor d'una etapa de la Settimana Ciclistica Lombarda
- 2003
  - Vencedor d'una etapa del Giro dels Abruzzos
- 2004
  - 1r de la Settimana Ciclistica Lombarda i vencedor de 2 etapes
  - 1r a la Cursa de la Pau i vencedor d'una etapa
  - Vencedor d'una etapa de la Settimana internazionale di Coppi e Bartali
- 2007
  - 1r de la Settimana internazionale di Coppi e Bartali i vencedor d'una etapa
- 2009
  - 1r a la Tirrena-Adriàtica i vencedor d'una etapa
  - Vencedor de 2 etapes al Giro d'Itàlia
- 2010
  - 1r de la Settimana Ciclistica Lombarda i vencedor d'una etapa
  - Vencedor d'una etapa al Giro d'Itàlia
  - Vencedor d'una etapa de la Tirrena-Adriàtica
- 2011
  -  1r al Giro d'Itàlia i  1r de la Classificació per punts[2][3]
  - 1r a la Volta a Catalunya i vencedor d'una etapa[2][3]
  - 1r al Giro del Trentino
  - Vencedor d'una etapa de la Tirrena-Adriàtica
  - Vencedor d'una etapa del Giro de Sardenya
- 2013
  - 1r al Gran Premi de la costa dels Etruscs
- 2017
  - Vencedor d'una etapa al Tour dels Alps

### Resultats al Giro d'Itàlia
- 2002. 18è de la classificació general
- 2003. 16è de la classificació general
- 2005. 47è de la classificació general
- 2006. Abandona
- 2009. 32è de la classificació general. Vencedor de 2 etapes
- 2010. 4t de la classificació general. Vencedor d'una etapa
- 2011. 1r de la classificació general.  1r de la Classificació per punts[2][3]
- 2012. 4t de la classificació general
- 2013. 4t de la classificació general
- 2014. Abandona (16a etapa)
- 2016. 16è de la classificació general

### Resultats al Tour de França
- 2004. 32è de la classificació general
- 2012. 24è de la classificació general
- 2014. 149è de la classificació general
- 2015. 41è de la classificació general

### Resultats a la Volta a Espanya
- 2003. 13è de la classificació general
- 2005. 11è de la classificació general
- 2011. Abandona (14a etapa)
- 2016. 11è de la classificació general